# Tupolev Tu-114
O Tupolev Tu-114 Rossiya era um avião comercial de médio alcance desenvolvido na década de 1950 pela Tupolev.

## História
O Tu-114 foi uma versão civil do bombardeiro Tu-95 e foi desenvolvido para rotas de longo alcance em alta velocidade.
Seus grandes motores Kusnetsov de hélice dupla levavam o avião a mais de 850km/h, sendo o avião a hélice civil mais rápido do mundo, comparado a um avião a jato da época.

## Utilização
O Tu-114 voou na Aeroflot, prioritariamente, levando até Kruschev aos Estados Unidos em sua visita a este país.
Mas, o Tu-114 também voou no Japão pela JAL em um histórico acordo feito com a Aeroflot de cooperação mútua e teste das aeronaves russas.

## Aviões preservados
Existem dois TU-114 preservados em Moscou: um na frente do museu Monino e outro na frente do aeroporto.